# Украинска обща енциклопедия
Украинска обща енциклопедия (УОЕ; на украински: Украї́нська зага́льна енцикльопе́дія, УЗЕ) е първата енциклопедия на украински език, издадена в град Лвов, Полша. Издадени са три тома от издателство „Родно училище“ в периода 1930 – 1935 г.